# Década de 150 a.C.
Séculos: (Século III a.C. - Século II a.C. - Século I a.C.)
Décadas: 200 a.C. 190 a.C. 180 a.C. 170 a.C. 160 a.C. - 150 a.C. - 140 a.C. 130 a.C. 120 a.C. 110 a.C. 100 a.C.
Anos:
159 a.C. - 158 a.C. - 157 a.C. - 156 a.C. - 155 a.C. - 154 a.C. - 153 a.C. - 152 a.C. - 151 a.C. - 150 a.C.